# Garrett Weber-Gale
Garrett Weber-Gale (Stevens Point, 6 de agosto de 1985) é um nadador norte-americano que ganhou duas medalhas de ouro nos Jogos Olímpicos de Pequim em 2008.